# منتخب هولندا لهوكي الحقل للسيدات
منتخب هولندا لهوكي الحقل للسيدات هو حالياً المصنف رقم واحد عالمياً، حيث يعتبر أكثر الدول تتويجاً ببطولة العالم.

## الإنجازات

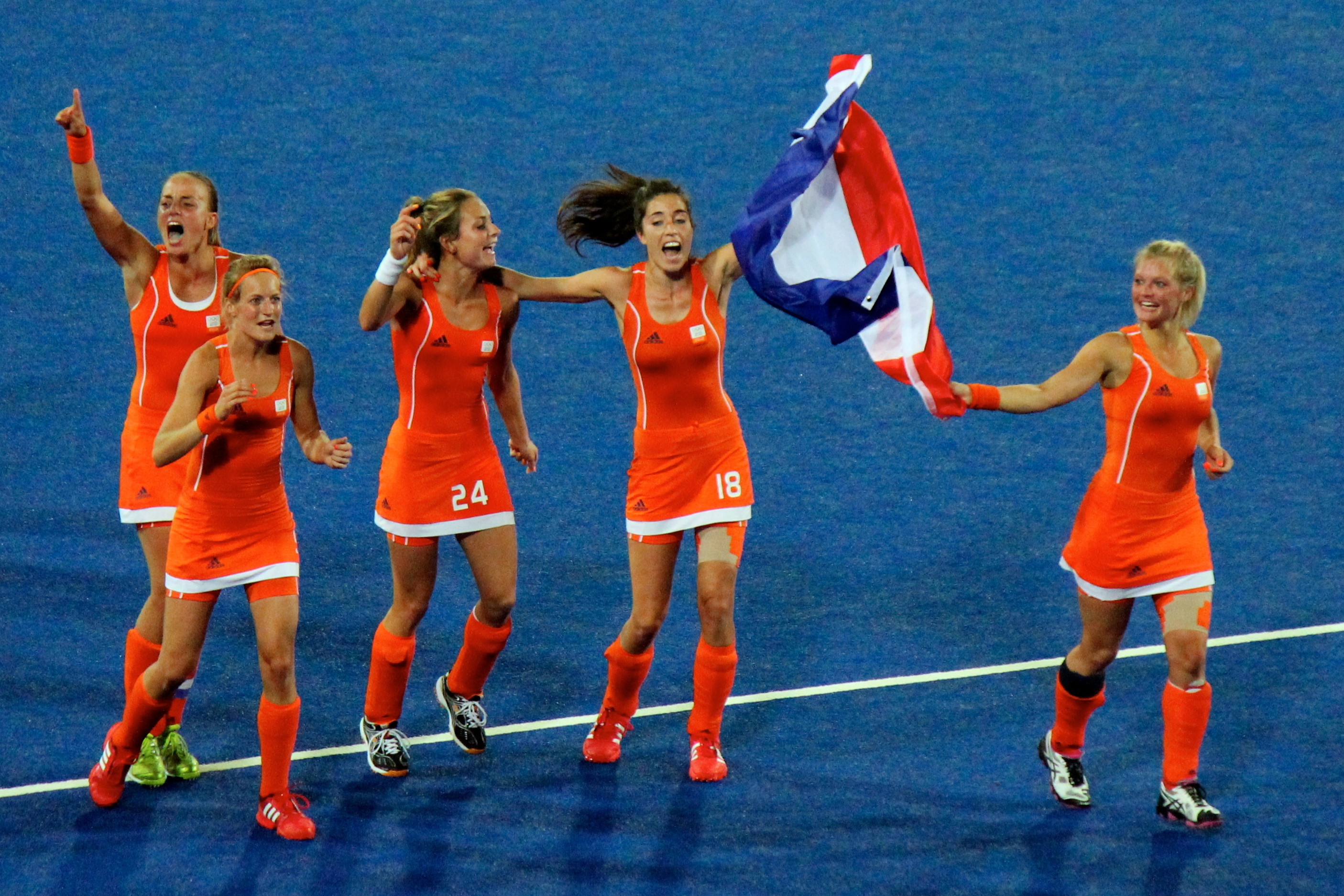
لاعبات منتخب هولندا يحتفلن بذهبية الألعاب الأولمبية الصيفية 2012.

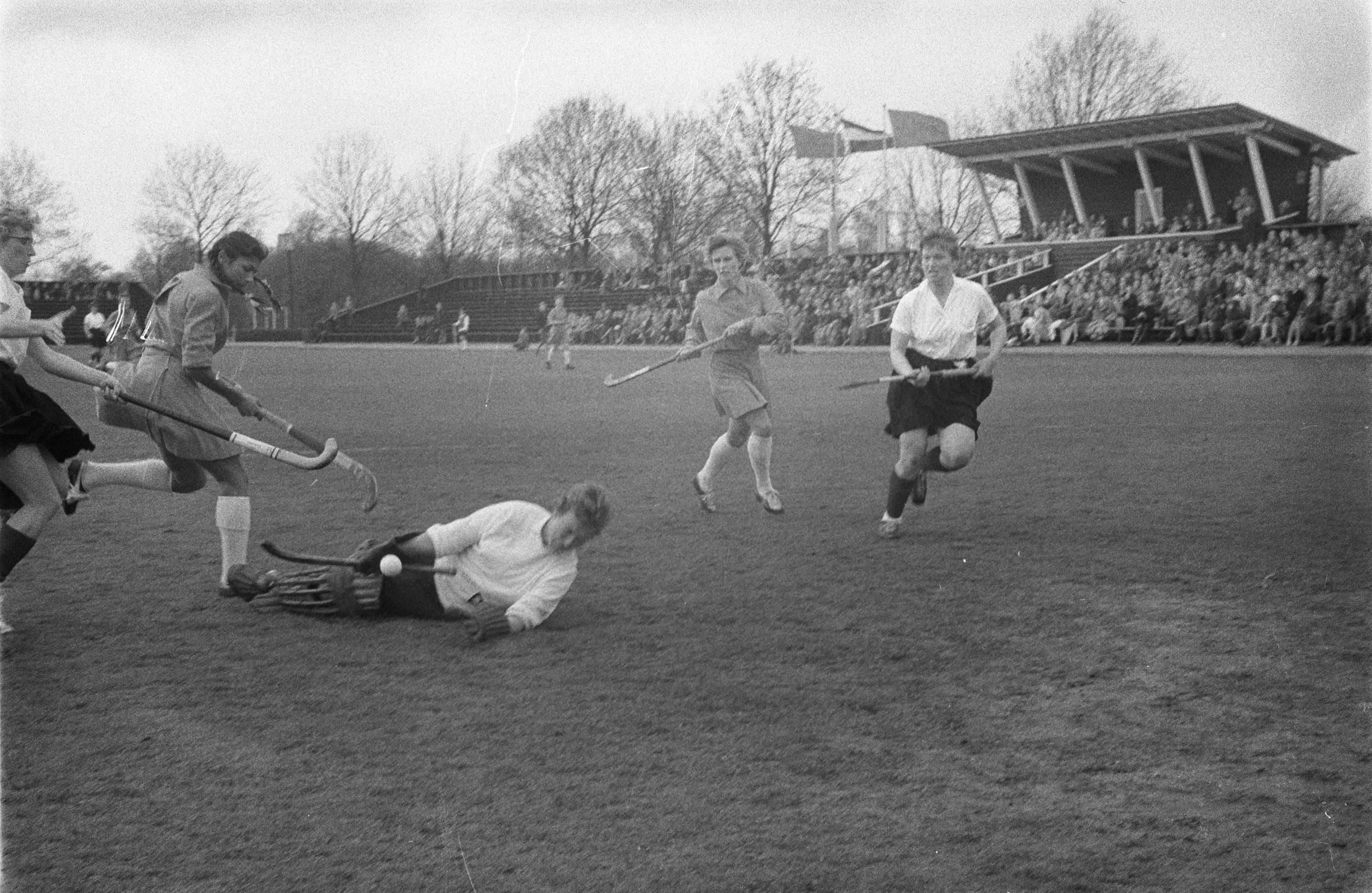
منتخب هولندا ضد ألمانيا في 1960.

### الألعاب الأولمبية
| عام                    | المركز        |
| ---------------------- | ------------- |
| الاتحاد السوفياتي 1980 | لم يتأهل      |
| الولايات المتحدة 1984  | المركز الأول  |
| كوريا الجنوبية 1988    | المركز الثالث |
| إسبانيا 1992           | المركز السادس |
| الولايات المتحدة 1996  | المركز الثالث |
| أستراليا 2000          | المركز الثالث |
| اليونان 2004           | المركز الثاني |
| الصين 2008             | المركز الأول  |
| المملكة المتحدة 2012   | المركز الأول  |
| المجموع                | 8/9           |

### كأس العالم
| عام                  | المركز        |
| -------------------- | ------------- |
| فرنسا 1974           | المركز الأول  |
| ألمانيا الغربية 1976 | المركز الثالث |
| إسبانيا 1978         | المركز الأول  |
| الأرجنتين 1981       | المركز الثاني |
| ماليزيا 1983         | المركز الأول  |
| هولندا 1986          | المركز الأول  |
| أستراليا 1990        | المركز الأول  |
| أيرلندا 1994         | المركز السادس |
| هولندا 1998          | المركز الثاني |
| أستراليا 2002        | المركز الثاني |
| إسبانيا 2006         | المركز الأول  |
| الأرجنتين 2010       | المركز الثاني |
| هولندا 2014          | المركز الأول  |
| المجموع              | 13/13         |

### الدوري العالمي
| موسم              | الترتيب      |
| ----------------- | ------------ |
| الأرجنتين 2012–14 | المركز الأول |
| المجموع           | 1/1          |

### بطولة الأبطال
| عام                  | المركز        |
| -------------------- | ------------- |
| هولندا 1987          | المركز الأول  |
| ألمانيا الغربية 1989 | المركز الخامس |
| ألمانيا 1991         | المركز الثالث |
| هولندا 1993          | المركز الثاني |
| الأرجنتين 1995       | لم يتأهل      |
| ألمانيا 1997         | المركز الثالث |
| أستراليا 1999        | المركز الثاني |
| هولندا 2000          | المركز الأول  |
| هولندا 2001          | المركز الثاني |
| ماكاو 2002           | المركز الثالث |
| أستراليا 2003        | المركز الثالث |

| عام            | المركز        |
| -------------- | ------------- |
| الأرجنتين 2004 | المركز الأول  |
| أستراليا 2005  | المركز الأول  |
| هولندا 2006    | المركز الثالث |
| الأرجنتين 2007 | المركز الأول  |
| ألمانيا 2008   | المركز الثالث |
| أستراليا 2009  | المركز الثالث |
| إنجلترا 2010   | المركز الثاني |
| هولندا 2011    | المركز الأول  |
| الأرجنتين 2012 | المركز الثالث |
| الأرجنتين 2014 | المركز الثالث |
| المجموع        | 19/20         |

### بطولة أمم أوروبا
| عام          | المركز        |
| ------------ | ------------- |
| فرنسا 1984   | المركز الأول  |
| إنجلترا 1987 | المركز الأول  |
| بلجيكا 1991  | المركز الرابع |
| هولندا 1995  | المركز الأول  |
| ألمانيا 1999 | المركز الأول  |
| إسبانيا 2003 | المركز الأول  |
| أيرلندا 2005 | المركز الأول  |
| إنجلترا 2007 | المركز الثاني |
| هولندا 2009  | المركز الأول  |
| ألمانيا 2011 | المركز الأول  |
| بلجيكا 2013  | المركز الثالث |
| المجموع      | 11/11         |

## التشكيلة
تشكيلة منتخب هولندا في كأس العالم 2014:
- المدرب: ماكس كالداس
- مساعد: آخيث بومخارد

| الاسم                     | رقم اللاعبة | النادي       |
| ------------------------- | ----------- | ------------ |
| حارسات المرمى             |             |              |
| جويسي سومبروك             | 1           | لارين        |
| لاريسا ماير               | 22          | أوراني وفارت |
| المدافعات                 |             |              |
| فريدريكا ديريكس           | 2           | أوراني زفارت |
| فيليماين بوس              | 7           | لارين        |
| كايا فان ماس آكر          | 13          | SCHC         |
| مارشيا بومان              | 17          | دن بوس       |
| شاكي سخوناكر              | 29          | أمستردام     |
| لاعبات خط الوسط           |             |              |
| مارلوس كيتيلس             | 8           | دن بوس       |
| كارلين ديركسي فان دن هوفل | 9           | SCHC         |
| ناأومي فان أص             | 18          | لارين        |
| إيفا ده خوده              | 24          | أمستردام     |
| مارخو فان خيفين           | 30          | دن بوس       |
| رؤوس حربة                 |             |              |
| خان ده فارد               | 3           | كامبونج      |
| كيلي يونكر                | 10          | أمستردام     |
| ليديفاي فيلدن             | 12          | دن بوس       |
| ألين هوخ                  | 19          | أمستردام     |
| كيم لاميرس                | 23          | لارين        |
| روس دروست                 | 26          | SCHC         |

## وصلات خارجية
- الموقع الرسمي